# Xantholinus illucens
Xantholinus illucens är en skalbaggsart som beskrevs av Er. Xantholinus illucens ingår i släktet Xantholinus och familjen kortvingar. Inga underarter finns listade i Catalogue of Life.